# I Belong to You (Il ritmo della passione)
«I Belong to You (Il ritmo della passione)» (с англ. — «Я принадлежу тебе», итал. Ритм страсти) — сингл итальянского певца и композитора Эроса Рамаццотти и американской певицы Анастэйши. Сингл был выпущен в альбоме Рамаццотти «Calma apparente» в 2005 году, а также в альбоме Анастэйши «Pieces of a Dream».
Композиция стала хитом в Европе, победив в чартах Германии, Италии и Швейцарии, а также попала в десятку лучших песен в других странах.

## Описание
Песня представляет собой романтическую балладу, в которой Анастэйша поёт на английском языке, а Рамаццотти — на итальянском. Так как Эрос записывает свои песни как на итальянском, так и на испанском языках, существует две версии данной композиции: оригинальная, на итальянском, и испанская — «I Belong to You (El ritmo de la pasión)». Музыка была написана Эросом Рамаццотти и Клаудио Гвидетти, а текст — Анастэйшей и Карой Диогарди.

## Клип
Несмотря на то, что сама композиция была записана в Милане, видеоклип на песню был снят в итальянском городе Ариччиа, на главной площади возле знаменитого замка. Видео снималось с 21 по 25 ноября 2005 года режиссёром Доном Алланом.

## Список композиций

### Европейский CD сингл
1. «I Belong to You (Il Ritmo della Passione)» — 4:28
2. «I Belong to You (El Ritmo de la Pasión)» — 4:27

### Европейский CD maxi сингл
1. «I Belong to You (Il Ritmo della Passione)» — 4:28
2. «I Belong to You (El Ritmo de la Pasión)» — 4:27
3. «I Belong to You (Il Ritmo della Passione)» (Видеоклип)
4. «I Belong to You (El Ritmo de la Pasión)» (Видеоклип)

## Чарты

Альтернативная обложка к синглу

### Международный
| Чарт (2006)                      | Позиция |
| -------------------------------- | ------- |
| Austrian Singles Chart           | 2       |
| Belgian Singles Chart (Flanders) | 2       |
| Belgian Singles Chart (Wallonia) | 5       |
| Dutch Top 40                     | 7       |
| European Hot 100 Singles         | 3       |
| German Singles Chart             | 1       |
| Italian Singles Chart            | 1       |
| Portuguese Singles Chart         | 5       |
| Swiss Singles Chart              | 1       |

### Уикенд
| Год проведения чарта (2006) | Место |
| --------------------------- | ----- |
| German Singles Chart        | 9     |

### Хит-парад десятилетия
| (2000—2009)          | Место |
| -------------------- | ----- |
| German Singles Chart | 92    |

### Сертификация
| Страна    | Сертификации |
| --------- | ------------ |
| Австрия   | Gold         |
| Бельгия   | Gold         |
| Германия  | Gold         |
| Швейцария | Gold         |

## Хронология релизов
| Регион   | Дата релиза    |
| -------- | -------------- |
| Мировой  | 19 января 2006 |
| Европа   | 27 января 2006 |
| Германия | 27 января 2006 |
| Польша   | 2 февраля 2006 |
| США      | 2 февраля 2006 |